# Pons Peyruc
Pons Peyruc, né le 10 juillet 1813 à Toulon (Var) et décédé le 7 janvier 1893 à Toulon, est un industriel et homme politique français.

## Biographie
Pons Peyruc naît le 10 juillet 1813 à Toulon, au sein d'une famille de chaudronniers originaires du Cantal. Il est le fils de Géraud Peyruc, chaudronnier mécanicien, et de son épouse, Marie Barbe Léonciny.  
Pons Peyruc est formé à l’École centrale des arts et manufactures. Devenu ingénieur civil et négociant, il fonde à Marseille, en 1836, avec son cousin Henri Peyruc et Louis Benet, une usine métallurgique spécialisée dans la construction de machines à vapeur. Puis, en 1839, il en crée une deuxième à Toulon pour fournir des chaudières à vapeur à la Marine. 
Président de la chambre de commerce, il est député du Var de 1868 à 1870, siégeant dans la majorité soutenant le Second Empire. Entre 1865 et 1870, il est également conseiller général du canton de La Roquebrussane. 
Il meurt le 7 janvier 1893 à Toulon.  